# 圣切契利亚音乐学院管弦乐团
圣切契利亚音乐学院管弦乐团（義大利語：Orchestra dell'Accademia Nazionale di Santa Cecilia）是意大利最着名的交响乐团之一，位于罗马。 
乐团由圣切契利亚国立音乐学会创立于1908年，初期至1936年的演出地点是罗马的科雷亚圆形剧场。2002年，圣切契利亚国立音乐学会及乐团迁入建筑师伦佐·皮亚诺设计的音乐公园礼堂。

## 历任音乐总监
- 1912－1944年：贝纳迪诺·莫利纳里（義大利語：Bernardino Molinari）
- 1944－1945年：弗兰科·费拉拉（義大利語：Franco Ferrara）
- 1945－1953年：空缺
- 1953－1973年：费尔南多·普雷维塔利（義大利語：Fernando Previtali）
- 1973－1975年：伊戈尔·鲍里索维奇·马克维奇
- 1976年：托马斯·希佩斯（英语：Thomas Schippers）（1977年因病去世）
- 1983－1987年：朱塞佩·西诺波利
- 1987－1992年：乌托·乌吉（義大利語：Uto Ughi）
- 1992－1997年：丹尼尔·加蒂
- 1997－2005年：郑明勋
- 2005年－：安东尼奥·帕帕诺